# 波希多尼
波希多尼（也做“罗德岛的波希多尼”或“阿巴马的波希多尼”，前135年—前51年）是一位古希腊斯多葛学派哲学家、政治家、天文学家、地理学家、历史学家和教育家。他被当时的人称为通才。他的主要著作今天均没有完整留下，只有残段留下。

## 生平
波希多尼被昵称为“运动员”，他出生于罗马在叙利亚北部奥龙特斯河畔阿帕米亚城的一个希腊家庭，可能逝世于罗马市或者逝世于罗得岛上。
波希多尼在雅典获得他的高等教育，他从学于斯多葛学派的首领帕那提乌斯。
约前95年波希多尼在以科学研究著称的岛国罗德岛定居并成为那里的一名公民。

### 政府官员
在罗德岛波希多尼主动参加当地的政治生活，他的声誉显然也来自于他在当地所占据的官职。他曾经担任岛上最高的官职（相当于今天的总统，任期六个月）。从前87至前86年他任罗德岛驻罗马的大使。
波希多尼与其他希腊知识分子一样支持罗马作为一个动荡世界里的稳定因素。他与罗马统治阶级的接触不但对于他的政治活动非常重要，而且对于他的科学研究也很重要。他与罗马最高阶层的接触使得他能够远行到罗马统治地区西部边界之外。对于当时的希腊旅行者来说没有罗马的支持这是根本做不到的。

### 旅行
波希多尼在罗德岛立足后他进行了至少一次（可能多次）去往罗马世界各地的旅行，他甚至到达了罗马边境外的地区进行科学研究。他去过希腊、西班牙、非洲、意大利、西西里岛、達爾馬提亞、高卢、利古里亞、北非以及亚得里亚海的东岸。
在西班牙的大西洋海岸（今天的加的斯）波希多尼研究了潮汐。他注意到每天的潮汐的周月变化与月相有关。他怀疑周年的潮汐变化与春秋分、冬夏至有关。
在高卢波希多尼研究了凯尔特人。他留下了他所见所闻的生动描写：为了换得钱让别人来割开自己的喉咙来娱乐公众的人、将颅骨钉在门口的习俗，等等。他也注意到凯尔特人尊重德魯伊。波希多尼将德鲁伊看作哲学家，他因此得出结论说即便在野蛮人眼中智慧也高于骄傲和激情；缪斯高于阿瑞斯。波希多尼写了一篇关于凯尔特人居住地区的地理的论文，但是这篇论文失落了。一般认为塔西佗在写《日耳曼尼亚志》时使用了这篇论文作为资料。

### 教育
波希多尼的众多著作和他的讲课为他带来了学者的名声。他在整个罗马希腊世界都很有名望，在罗德岛他建立了一个自己的学派。不过关于这个学派的细节今天所知很少，唯一可知的是他的一个孙子后来继承他领导这个学派，而且这个学派人气相当旺盛。

### 写作
波希多尼在当时的罗马希腊世界被看作一个通才，因为他几乎通晓当时所有的知识。与亚里士多德和埃拉托斯特尼一样波希多尼试图建立一个统一人的智力和世界的规律的系统来作为人的行为的指导。
波希多尼著作的内容包括物理学（其中包括气象学和物理地理学）、天文学、占星术、占卜、地震学、地质学、矿物学、水文学、植物学、道德、逻辑、数学、历史、自然历史、人类学和战术。他对这些学问均进行了仔细的研究，不过当然他也犯错误。
他的著作中没有一部被完整地保留下来了，今天我们只能找到残片，但是许多他的著作的标题和内容是已知的。 （页面存档备份，存于）

#### 哲学
波希多尼将哲学看作是所有艺术之主，所有其它学科都列于其下，哲学是唯一解释宇宙的学科。所有他的著作，从科学著作到历史著作，全部不能与哲学分离开来。
波希多尼接受了斯多葛学派对哲学的分类，他将哲学分为物理（自然哲学，其中也包括形而上学和神学）、逻辑（包括辩证法）和道德。对于波希多尼来说这三部分是自然既不可分割，又互相独立的三个有机部分。他将哲学比作一个生物，物理是这个生物的肉和血，逻辑是将这个生物连接在一起的骨骼和腱，而道德——作为其最重要的部分——是它的灵魂。他认为整个宇宙也有一个这样的内在的、类似生物的连接。从物理世界的发展到人类历史全部被“同情”地连接在一起。
虽然波希多尼坚信斯多葛学派，但他与其他的中期斯多葛学者一样也使用辩证法。他不仅追随前代的斯多葛学者，而也追随柏拉图和亚里士多德。他可能为柏拉图的《蒂迈欧篇》写过一篇评论，但这不肯定。
波希多尼是第一个放弃了认为激情是错误的传统教条的斯多葛学者，他认为柏拉图对于灵魂的看法是正确的，即激情是人自然所有的。波希多尼认为人的灵魂不但有理智的一面，而且也有情绪（愤怒、权力愿望、财产愿望等等）和欲望（对性爱和食物的欲望）两面。而道德则是协调和处理这些激情，将理智重新设立为最重要的一面的学问。
波希多尼坚持斯多葛学派对于逻各斯（logos，也译作“理性”）的教条。这个教条后来被认为进入了犹太教-基督教价值观。波希多尼也坚持斯多葛学派未来大灾难的教条。

#### 物理
波希多尼认为整个宇宙从上天至地上被一种宇宙“同情”联系在一起，这个宇宙同情是统一人类与世界万物的理性设计的一部分。即使在时间上和空间上相互隔离的事物也被这个宇宙同情连在一起。虽然他的老师帕那提乌斯不相信占卜，但是波希多尼使用宇宙同情的理论作为他对占卜的信任的理由，他将占卜（不论是占星术还是圆梦）看作是一种科学预言。

#### 天文
通过克利沃默德的《天体圆周运动论》波希多尼部分天文学著作被保留。《天体圆周运动论》德第二集的第一章大部分是从波希多尼那里翻写过去的。
波希多尼创立了太阳向整个世界散发一种渗透所有物质的生命力的理论。
他试图测量太阳的距离。约前90年他估计一天文单位为a0/rE = 9893，这比实际值小了一半还多。在计算太阳的大小中他的结果比其他希腊天文学家以及阿里斯塔克斯的都大和准确。
波希多尼还计算了月球的大小和距离。
波希多尼还制造过一台太阳系仪，据西塞罗的描述这台仪器可以显示太阳、月球和当时已知的五个行星的周日运动。

#### 地理、民族和地质
最晚到波希多尼发表了他的第八部著作《关于大洋和邻近地区》后他不仅在哲学社群中成名。这部著作不仅是使用当时的知识来总体表达地理问题，它同时也被用来宣传波希多尼关于世界内部联系的理论，它描述了各种力之间的关系，以及它们如何影响人类的政治和私人生活。波希多尼在这部著作中详细地描写了气候对人的性格的影响，包括他的“人种的地理”的展示。这个理论不仅仅是一个科学理论，而且还有政治因素。波希多尼的罗马读者从中得知罗马的气候中心位置使得称霸世界成为罗马的使命。不过作为斯多葛学派的学者波希多尼不认为作为主宰者的罗马文化和不那么文明的民族之间有基本性的区别。
使用老人星他测量了地球的周长。他使用克利沃默德的方法通过测量老人星在罗德岛和亞歷山卓不同的高度来做这个计算。由于测量错误他的结果是地球的周长为2.4万海里，这比埃拉托斯特尼计算的小了1000海里，但是与实际数据24,901海里非常接近。
与毕特阿斯一样波希多尼相信潮汐是由月球造成的，但波希多尼所提供的原理解释是错误的。波希多尼以为月球是火与空气的混合物，他认为潮汐是月球的热量造成的，这个热量足以使得水膨胀，但是不足以蒸发水。
波希多尼还记录了对地震和火山的观察，包括关于西西里岛以北的伊奥利亚群岛上的火山的爆发。

#### 气象
在气象学上波希多尼尾随亚里士多德的理论。他对云、雾、风、雨以及霜、冰雹、闪电和虹的形成提出了自己的理论。

#### 数学
除几何外波希多尼据称还做了一些数学定义，或者对一些技术名次如“定理”和“问题”作了定义。

#### 历史和战术
波希多尼将他写的《历史》看作波利比奥斯的《历史》的继续。他的历史记载了前146年至前88年的事件，据说共52卷。他描述了他看来支持的罗马的兴起和霸权的产生。波希多尼没有保存波利比奥斯的不连续的、全事实的描述风格。波希多尼将历史看作是由人的心理导致的，虽然他理解人的激情和愚蠢，他还是在自己的作品中对这些愚蠢进行批评。事实上，他使用他的写作来影响读者的赞同或反对。
波希多尼将他的历史从地上一直延伸到天上。对于波希多尼来说，人类与其历史不是与世隔绝的，而是宇宙的一部分，因此他的《历史》不是描述单个人或人群的政治历史事件的，他的历史还包括了对其它力和因素（地理因素、矿藏资源、气候、营养）的讨论。人成为在其环境中活动的一部分。比如波希多尼考虑阿拉伯的气候、太阳发出的生力、潮汐、气候理论来解释当地人的道德和民族性格。
罗马历史学家阿里安抱怨波希多尼写的关于战术的书《战争艺术》太专业化了，是给专家们读的。这可能说明波希多尼本人有一手的带兵经验或者他追随格涅乌斯·庞贝时获得了战术经验。

## 名声和影响
波希多尼的著作涉及到了他当代哲学的所有重要部分，因此他在当时的罗马希腊世界里是一个著名的国际人物。当时许多作家引用他，包括西塞罗、蒂托·李维、普魯塔克、斯特拉博（他称波希多尼为“当代最博学的哲学家”）、小赛尼卡、狄奥多罗斯（他使用波希多尼的资料来编写《史籍类征》）等。虽然他生前以其写作的风格著称，他的风格在他死后不久就失去时髦了。
作为罗德岛的作为罗德岛的大使波希多尼似乎在罗马上层非常受欢迎。他与罗马共和国晚期的一些领导人物（包括西塞罗和庞贝）非常亲密。两人均曾在罗德岛邀请他。前77年，20岁的西塞罗听他讲课，此后两人保持信件往来。在他的《善恶之书》中西塞罗基本上保持了波希多尼对帕那提乌斯的道德观的讲解。波希多尼任罗德岛驻罗马的大使时遇到庞贝，此后庞贝曾将两次赴罗德岛访问波希多尼。一次是前66年庞贝围剿海盗的战役中，一次是前62年庞贝的东方战役中。庞贝请波希多尼写他的传记。作为对波希多尼的尊敬和崇拜，庞贝下令在波希多尼的门前放下他的法西斯。其他还有一些在罗德岛拜访过波希多尼的罗马人。
托勒密被波希多尼复杂的技术深深打动。比如波希多尼在他的计算中考虑到光在地平线附近受到稠密的空气的折射。托勒密以为波希多尼对地球周长的计算比埃拉托斯特尼的计算要准确（实际上正好相反），这使得在此后1500年里人们对地球的大小产生了一个非常错误的感觉。
波希多尼巩固了中期的斯多葛学派，使它成为当时的主要流派。通过他的写作和接触他大大地将斯多葛学派传播到罗马世界。一个世纪后小赛尼卡称他为对哲学贡献最大的人之一。
从中世纪的巨型百科全书《苏达辞书》中的引用可以看出波希多尼的哲学思想一直延续到中世纪。
当时波希多尼对几乎任何后继的作家（不管有名无名）均有影响。今天波希多尼被看作是一位学术广泛的（但不一定完全创新的）学者。从他的斯多葛学派出发点他将他所有的知识连接为一个整体的宇宙学说。
月球上的波希多尼环形山是以他命名的。